# Serie A 1938 (pallapugno)
La Serie A di pallapugno 1938 si svolse nel 1938 e fu l'ultima edizione prima dell'inizio della seconda guerra mondiale. Parteciparono al torneo tre squadre provenienti dal Piemonte.

## Formula
Visto l'esiguo numero di partecipanti, secondo i documenti reperiti venne disputato un girone di semifinale, ma la sconfitta della squadra di Cuneo nei primi due incontri rese inutile la disputa della terza partita. La finale venne disputata in gara unica.

## Squadre partecipanti
| Squadra    | Provenienza | Campionati di Serie A | Risultato 1937 |
| ---------- | ----------- | --------------------- | -------------- |
| Alba       | Piemonte    | 9                     | ?              |
| Cuneo      | Piemonte    | 3                     | ?              |
| Torino EDA | Piemonte    | 3                     | ?              |

## Formazioni
| Squadra    | Battitore   | Spalla      | Terzini                 |
| ---------- | ----------- | ----------- | ----------------------- |
| Alba       | Gavello     | Bonino      | Dellavalle, Mozzone     |
| Cuneo      | Paolo Rossi | G. Delpiano | Depanis, Oreste Marengo |
| Torino EDA | Gioietti    | A. Cappello | Galet, Cane             |

## Torneo

### Semifinali
Non sono reperibili i risultati del girone di semifinale. Gli unici dati noti riguardano le vittorie di Alba e Torino EDA su Cuneo.

### Finale
| ? | Alba - Torino EDA | 11 - 8 |

## Verdetti
- Alba Campione d'Italia 1938 (2º titolo)